# Listă de municipalități din statul Chiapas

Statul Chiapas în Mexic

Municipalitățile statului Chiapas

Statul mexican Chiapas este împărțit în 125 municipalități (numite municipios), după cum urmează,
A se remarca că numbărul 95 nu există.  Numerele de pe hartă s-ar putea să nu corespundă cu acuratețe realității.
| Codul INEGI | Municipalitate             | Reședința municipalității      |
| ----------- | -------------------------- | ------------------------------ |
| 001         | Acacoyagua                 | Acacoyagua                     |
| 002         | Acala                      | Acala                          |
| 003         | Acapetahua                 | Acapetahua                     |
| 004         | Altamirano                 | Altamirano                     |
| 005         | Amatán                     | Amatán                         |
| 006         | Amatenango de la Frontera  | Amatenango de la Frontera      |
| 007         | Amatenango del Valle       | Amatenango del Valle           |
| 008         | Angel Albino Corzo         | Jaltenango de la Paz           |
| 009         | Arriaga                    | Arriaga                        |
| 010         | Bejucal de Ocampo          | Bejucal de Ocampo              |
| 011         | Bella Vista                | Bella Vista                    |
| 012         | Berriozábal                | Berriozábal                    |
| 013         | Bochil                     | Bochil                         |
| 014         | El Bosque                  | El Bosque                      |
| 015         | Cacahoatán                 | Cacahoatán                     |
| 016         | Catazajá                   | Catazajá                       |
| 017         | Cintalapa                  | Cintalapa de Figueroa          |
| 018         | Coapilla                   | Coapilla                       |
| 019         | Comitán de Domínguez       | Comitán de Domínguez           |
| 020         | La Concordia               | La Concordia                   |
| 021         | Copainalá                  | Copainalá                      |
| 022         | Chalchihuitán              | Chalchihuitán                  |
| 023         | Chamula                    | Chamula                        |
| 024         | Chanal                     | Chanal                         |
| 025         | Chapultenango              | Chapultenango                  |
| 026         | Chenalhó                   | Chenalhó                       |
| 027         | Chiapa de Corzo            | Chiapa de Corzo                |
| 028         | Chiapilla                  | Chiapilla                      |
| 029         | Chicoasén                  | Chicoasén                      |
| 030         | Chicomuselo                | Chicomuselo                    |
| 031         | Chilón                     | Chilón                         |
| 032         | Escuintla                  | Escuintla                      |
| 033         | Francisco León             | Rivera el Viejo Carmen         |
| 034         | Frontera Comalapa          | Frontera Comalapa              |
| 035         | Frontera Hidalgo           | Frontera Hidalgo               |
| 036         | La Grandeza                | La Grandeza                    |
| 037         | Huehuetán                  | Huehuetán                      |
| 038         | Huixtán                    | Huixtán                        |
| 039         | Huitiupán                  | Huitiupán                      |
| 040         | Huixtla                    | Huixtla                        |
| 041         | La Independencia           | La Independencia               |
| 042         | Ixhuatán                   | Ixhuatán                       |
| 043         | Ixtacomitán                | Ixtacomitán                    |
| 044         | Ixtapa                     | Ixtapa                         |
| 045         | Ixtapangajoya              | Ixtapangajoya                  |
| 046         | Jiquipilas                 | Jiquipilas                     |
| 047         | Jitotol                    | Jitotol                        |
| 048         | Juárez                     | Juárez                         |
| 049         | Larráinzar                 | San Andrés Larráinzar          |
| 050         | La Libertad                | La Libertad                    |
| 051         | Mapastepec                 | Mapastepec                     |
| 052         | Las Margaritas             | Las Margaritas                 |
| 053         | Mazapa de Madero           | Mazapa de Madero               |
| 054         | Mazatán                    | Mazatán                        |
| 055         | Metapa                     | Metapa de Domínguez            |
| 056         | Mitontic                   | Mitontic                       |
| 057         | Motozintla                 | Motozintla de Mendoza          |
| 058         | Nicolás Ruíz               | Nicolás Ruíz                   |
| 059         | Ocosingo                   | Ocosingo                       |
| 060         | Ocotepec                   | Ocotepec                       |
| 061         | Ocozocoautla de Espinosa   | Ocozocoautla de Espinosa       |
| 062         | Ostuacán                   | Ostuacán                       |
| 063         | Osumacinta                 | Osumacinta                     |
| 064         | Oxchuc                     | Oxchuc                         |
| 065         | Palenque                   | Palenque                       |
| 066         | Pantelhó                   | Pantelhó                       |
| 067         | Pantepec                   | Pantepec                       |
| 068         | Pichucalco                 | Pichucalco                     |
| 069         | Pijijiapan                 | Pijijiapan                     |
| 070         | El Porvenir                | El Porvenir de Velasco Suárez  |
| 071         | Villa Comaltitlán          | Villa Comaltitlán              |
| 072         | Pueblo Nuevo Solistahuacán | Pueblo Nuevo Solistahuacán     |
| 073         | Rayón                      | Rayón                          |
| 074         | Reforma                    | Reforma                        |
| 075         | Las Rosas                  | Las Rosas                      |
| 076         | Sabanilla                  | Sabanilla                      |
| 077         | Salto de Agua              | Salto de Agua                  |
| 078         | San Cristóbal de las Casas | San Cristóbal de las Casas     |
| 079         | San Fernando               | San Fernando                   |
| 080         | Siltepec                   | Siltepec                       |
| 081         | Simojovel                  | Simojovel de Allende           |
| 082         | Sitalá                     | Sitalá                         |
| 083         | Socoltenango               | Socoltenango                   |
| 084         | Solosuchiapa               | Solosuchiapa                   |
| 085         | Soyaló                     | Soyaló                         |
| 086         | Suchiapa                   | Suchiapa                       |
| 087         | Suchiate                   | Ciudad Hidalgo                 |
| 088         | Sunuapa                    | Sunuapa                        |
| 089         | Tapachula                  | Tapachula de Córdova y Ordóñez |
| 090         | Tapalapa                   | Tapalapa                       |
| 091         | Tapilula                   | Tapilula                       |
| 092         | Tecpatán                   | Tecpatán                       |
| 093         | Tenejapa                   | Tenejapa                       |
| 094         | Teopisca                   | Teopisca                       |
| 096         | Tila                       | Tila                           |
| 097         | Tonalá                     | Tonalá                         |
| 098         | Totolapa                   | Totolapa                       |
| 099         | La Trinitaria              | La Trinitaria                  |
| 100         | Tumbalá                    | Tumbalá                        |
| 101         | Tuxtla Gutiérrez           | Tuxtla Gutiérrez               |
| 102         | Tuxtla Chico               | Tuxtla Chico                   |
| 103         | Tuzantán                   | Tuzantán                       |
| 104         | Tzimol                     | Tzimol                         |
| 105         | Unión Juárez               | Unión Juárez                   |
| 106         | Venustiano Carranza        | Venustiano Carranza            |
| 107         | Villa Corzo                | Villa Corzo                    |
| 108         | Villaflores                | Villaflores                    |
| 109         | Yajalón                    | Yajalón                        |
| 110         | San Lucas                  | San Lucas                      |
| 111         | Zinacantán                 | Zinacantán                     |
| 112         | San Juan Cancuc            | San Juan Cancuc                |
| 113         | Aldama                     | Aldama                         |
| 114         | Benemérito de las Américas | Benemérito de las Américas     |
| 115         | Maravilla Tenejapa         | Maravilla Tenejapa             |
| 116         | Marqués de Comillas        | Zamora Pico de Oro             |
| 117         | Montecristo de Guerrero    | Montecristo de Guerrero        |
| 118         | San Andrés Duraznal        | San Andrés Duraznal            |
| 119         | Santiago el Pinar          | Santiago el Pinar              |
| 120         | Belisario Domínguez        | Belisario Domínguez            |
| 121         | Emiliano Zapata            | Emiliano Zapata                |
| 122         | El Parral                  | El Parral                      |
| 123         | Mezcalapa                  | Mezcalapa                      |